# Повний титул Імператора Австрії

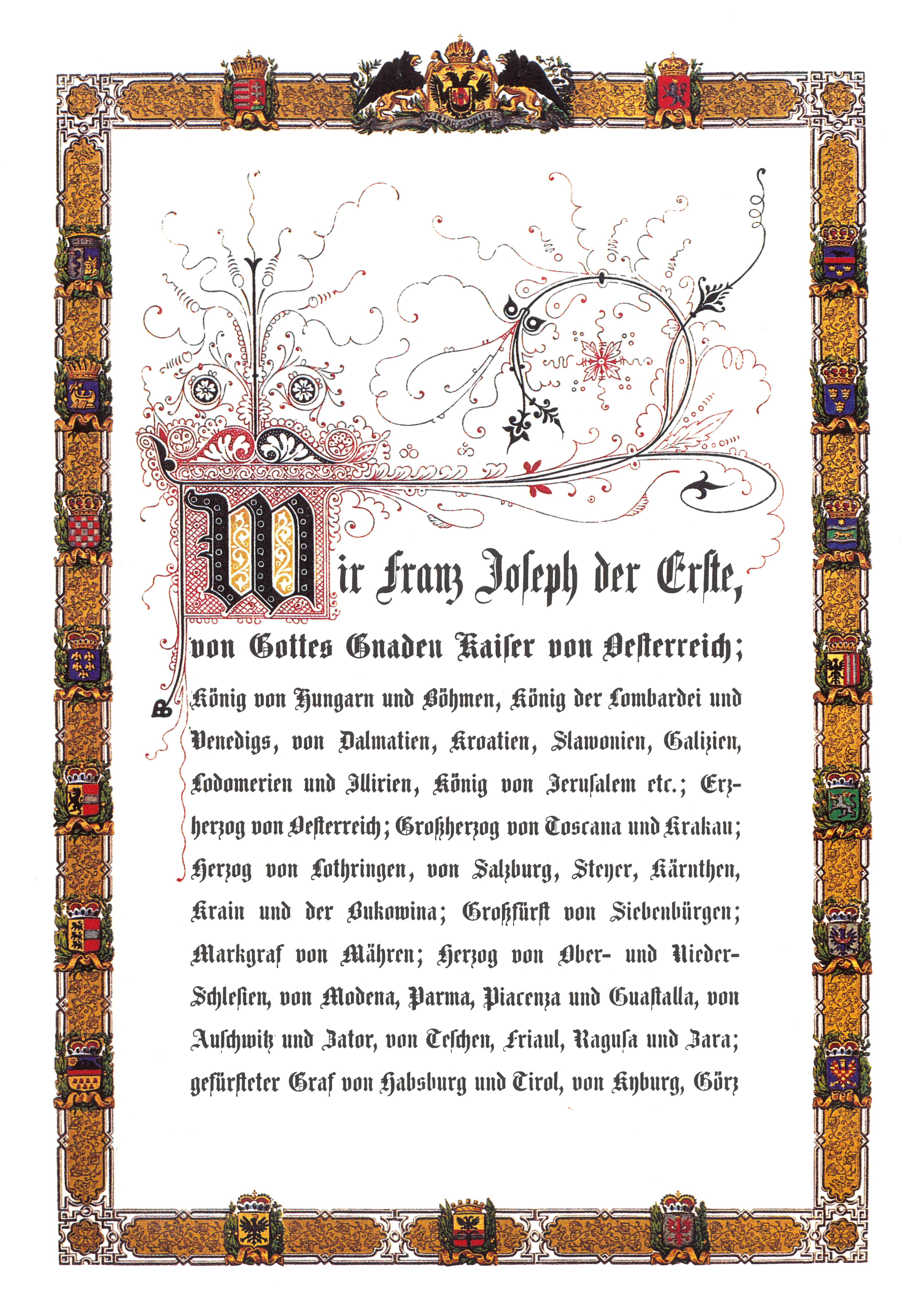
Перший аркуш Лютневого Патенту 1861 р. з повним титулом Імператора

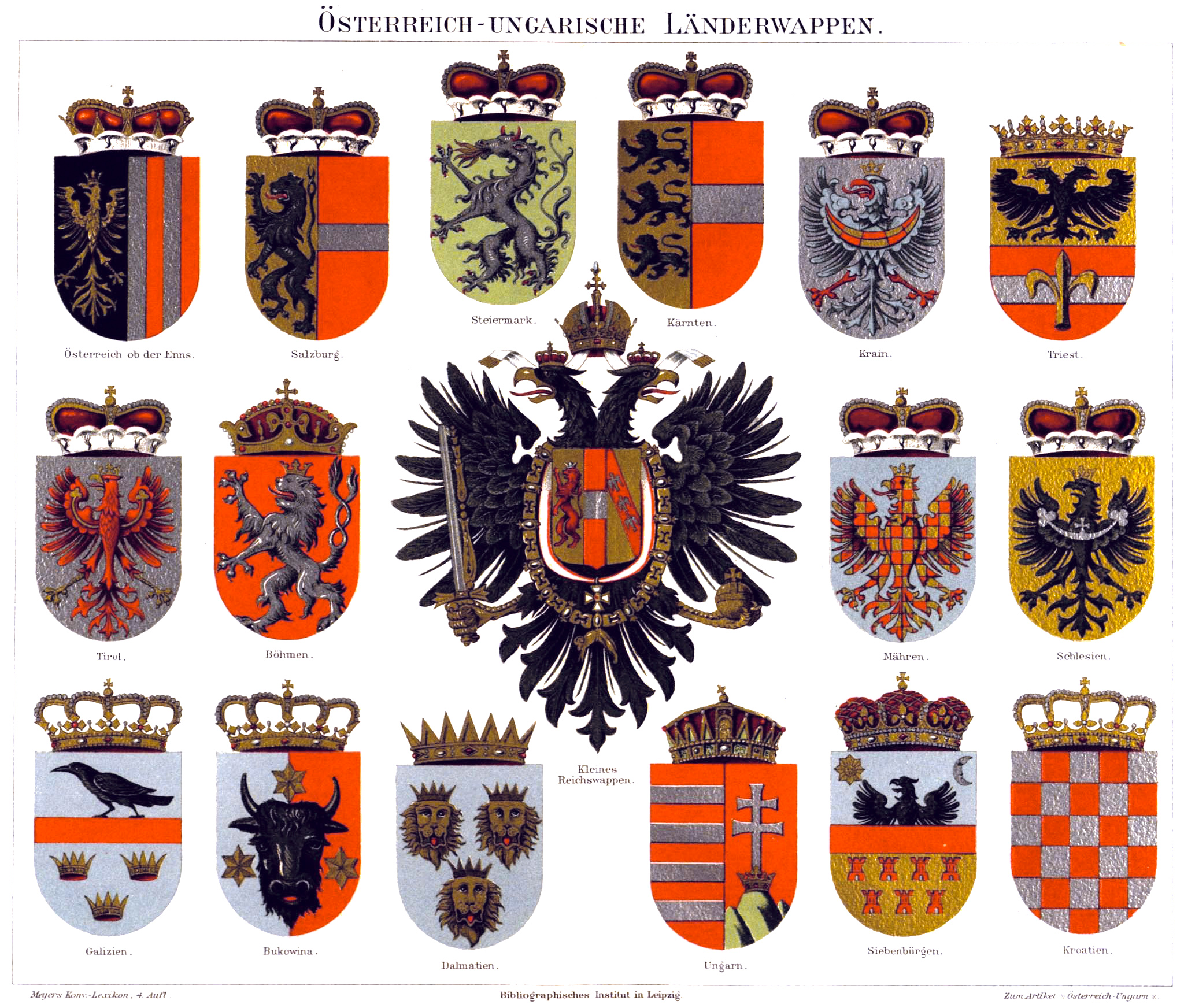
Коронні краї Австрійської імперії

Повний титул Імператора Австрії ― офіційний перелік всіх королівств, титулів та звань, яким імператори Австрії користувались від заснування Австрійської імперії Францом ІІ, імператором Священної Римської імперії 11 серпня 1804 року до кінця монархії в 1918 році.

## Історія
Після свого виникнення, в XI столітті, династія Габсбурґів знаходилась при владі в різних державних утвореннях Центральної, Східної та Західної Європи. Престол Священної Римської імперії був постійно зайнятий Габсбурґами з 1438 по 1740 рік, і знову з 1745 року і до розпуску Священної Римської імперії 1804 року.
Представники династії Габсбурґів також були монархами королівств Чехії, Німеччини, Угорщини, Хорватії, Португалії, Іспанії, були титулярними королями Королівства Галичини та Володимерії, по «праву дружини» (Jure uxoris) були королями Англії та Ірландії, а також були правителями низки австрійських, німецьких, голландських та італійських князівств.
Австрійська імперія була проголошена після саморозпуску Священної Римської імперії і стала її державою-наступницею. Колишній імператор Священної Римської імперії Франц II став імператором Австрії Францом І.
Відповідно до традицій і назв, які вже існували в титулуванні правителів з династії Габсбурґів до цього, було оприлюднено повний титул Імператора, в якому прокодифікували найбільш важливі монархічні назви різних країн і територій, а також були згадані титули правителів колишніх володінь.
Після Австро-угорського компромісу 1867 року титул був трохи змінений. Хоча Австрійський імператор був також номінальним главою Німецької Конфедерації, це не було включено до його повного титулу.
Великий титул не є вичерпним переліком всіх назв, титулів, володінь та земель; замість цього він закінчується і т. д.
Імператори користувались також середнім та малим титулами. Імператриця, як дружина імператора, також мала відповідний титул.

## Великий титул
Повний титул (німецькою) Австро-Угорського імператора в 1914 році:
Seine Kaiserliche und Königliche Apostolische Majestät
von Gottes Gnaden Kaiser von Österreich,
König von Ungarn und Böhmen, von Dalmatien, Kroatien, Slawonien, Galizien, Lodomerien und Illyrien;
König von Jerusalem etc.;
Erzherzog von Österreich;
Großherzog von Toskana und Krakau;
Herzog von Lothringen, von Salzburg, Steyer, Kärnten, Krain und der Bukowina;
Großfürst von Siebenbürgen, Markgraf von Mähren;
Herzog von Ober- und Niederschlesien, von Modena, Parma, Piacenza und Guastalla, von Auschwitz und Zator, von Teschen, Friaul, Ragusa und Zara;
Gefürsteter Graf von Habsburg und Tirol, von Kyburg, Görz und Gradisca;
Fürst von Trient und Brixen;
Markgraf von Ober- und Niederlausitz und in Istrien;
Graf von Hohenems, Feldkirch, Bregenz, Sonnenberg etc.;
Herr von Triest, von Cattaro und auf der Windischen Mark;
Großwojwode der Woiwodschaft Serbien
etc., etc.
переклад Повного титулу:
Його Імператорська і Королівська Апостольська Величність,
Милістю Божою Імператор Австрії,
Король Угорщини і Богемії, Далмації, Хорватії, Славонії, Галичини, Володомерії та Іллірії;
Король Єрусалиму, і т. д.;
Ерцгерцог Австрії;
Великий герцог Тоскани та Кракова;
Герцог Лотарингії, Зальцбурга, Штирії, Каринтії, Країни та Буковини;
Великий Князь Трансильванії, Маркграф Моравії;
Князь Верхньої і Нижньої Сілезії, герцог Модени, Парми, П'яченци та Гуасталли, князь Аушвіца і Затора, Тешена, Фріуля, Рагузи і Зари;
Принц-граф Габсбурга і Тіролю, Кибурга, Гориці і Градишки;
Принц Тренто і Бріксена;
Маркграф Верхньої і Нижньої Лужиці та Істрії;
Граф Гогенемса, Фельдкірха, Брегенца, Зонненберга і т. д.;
Володар Трієста, Котора і Словенської марки;
Великий воєвода Сербії: і т.д, і т. д.

## Сучасність
Після розпаду Австро-Угорської імперії та зречення імператора 1918 року, Повний титул використовується на церемоніях поховання членів імператорської родини у Відні.
Зараз титул вважається історичною спадщиною та ознакою статусу. 1961 року Отто фон Габсбург відмовився від усіх претензій на суверенітет та владу в Австрійській республіці.